# Dicranomyia fulva
Dicranomyia fulva är en tvåvingeart som beskrevs av Doane 1900. Dicranomyia fulva ingår i släktet Dicranomyia och familjen småharkrankar. Inga underarter finns listade i Catalogue of Life.